# Anton von Chlapowski

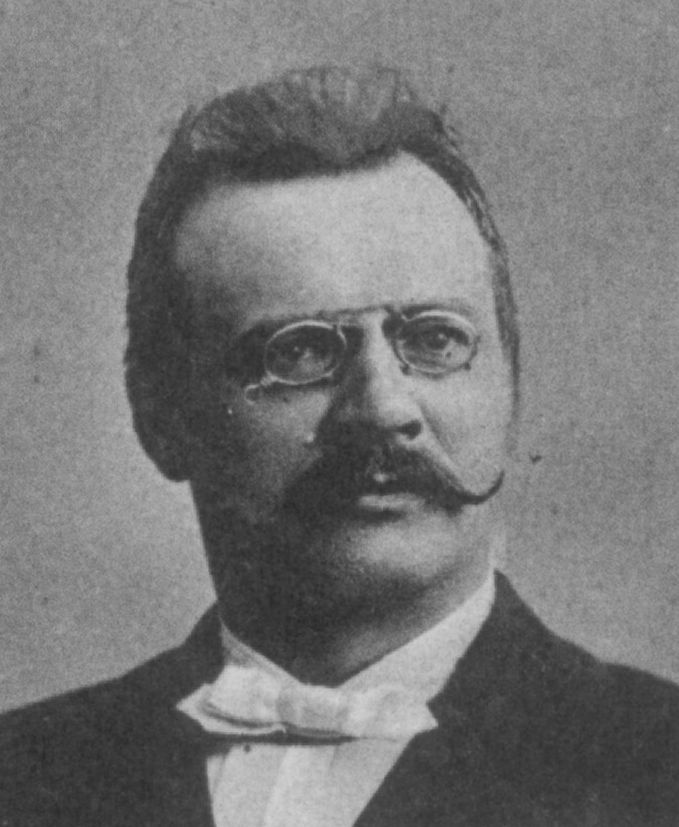
Anton von Chlapowski als Reichstagsabgeordneter 1912

Anton von Chlapowski, polnisch: Antoni Chłapowski, (* 15. Januar 1855 in Ustaszewo; † 9. Juli 1927 in Posen) war Arzt und Mitglied des Deutschen Reichstags.

## Leben
Chlapowski besuchte das Mariengymnasium in Posen und machte das Abiturientenexamen als Extraneus in Wongrowitz. Er studierte Medizin in Breslau und Halle, absolvierte das Staatsexamen in Halle und promovierte in Leipzig. Er betrieb ärztliche Praxis in Westpreußen und Posen und war Badearzt in Zoppot, Landeck und Kolberg. Weiter war er Stadtverordneter in Crone und Posen und Mitglied des Preußischen Hauses der Abgeordneten von 1901 bis 1908. Außerdem war er Mitglied des polnischen Kreis- und Provinzialwahlkomitees bis 1907.
Von 1903 bis 1907 und von 1912 bis 1918 war er Mitglied des Deutschen Reichstags für den Wahlkreis Regierungsbezirk Posen 8 Wreschen, Pleschen, Jarotschin und die Polnische Fraktion.